# Michael Rapaport
Michael David Rapaport (Manhattan, 20 de março de 1970) é um ator, diretor e comediante norte-americano.

## Biografia e carreira
Rapaport nasceu na cidade de Nova York em uma família de origem judaica, filho de junho  Brody, uma personalidade de rádio de Nova York, e David Rapaport, gerente de programas de rádio. Quando adolescente, idolatrava atores e colegas em Nova York, Robert De  Niro e Christopher Walken.  Ele foi expulso do ensino médio e mudou-se para Los Angeles, Califórnia, para tentar ser um comediante.
Rapaport apareceu em papéis cômicos e dramáticos no cinema e na televisão.  Seus papéis no cinema incluem o filme Metro  e como um ingênuo estudante universitário cuja solidão o leva a se tornar um skinhead racista em Higher Learning.  Sua participação no filme independente Zebrahead ajudou a impulsionar sua carreira.  Outro de seus filmes mais conhecidos é True Romance, onde ele interpreta Dick Ritchie.  Rapaport co-estrelou a sitcom de The War at Home, onde interpreta "um cara normal" que luta contra os desafios diários da vida familiar;  a série foi lançada em 2005 e cancelada em 2007.
Rapaport estrelou anteriormente a série dramática Boston Public.  Ele dublou Troy em Saints Row em 2006 e em sua sequência  Saints Row 2 de Xbox 360 e Joey Leone's  videogame popular  Grand Theft Auto III. Rapaport teve um papel recorrente como convidado especial de vários episódios da série Friends em 1999, desempenhando o papel do namorado de Phoebe (Lisa Kudrow), policial Gary.
Ele tinha um papel regular em My Name is Earl como Frank, um condenado que conhece Earl na prisão.  Seu caráter foi a razão de muitas das coisas na vida de Earl.  Ele foi um dos personagens principais da quarta temporada de Prison Break como membro da National Security Agency, Donald Self.
Em outubro de 2008, Rapaport anunciou que estava dirigindo um documentário sobre o lendário grupo hip hop De La Soul. O documentário, intitulado Beats, Rhymes & Life: The Travels of a Tribe Called Quest foi lançado em 2011.

## Vida pessoal
Rapaport casou-se com Nichole Beattie e eles têm dois filhos, Julian Ali e Maceo Shane.  Ele relatou no VH1 Hip Hop Honors 2008 que seu filho foi nomeado em homenagem a Vicente Mason (apelidado de "Maseo") do grupo de rap De La Soul.
Em fevereiro de 2010, ele participou do jogo de celebridades do All-Star Weekend da NBA.

## Filmografia
- Zebrahead (1992)
- Point of No Return (1993)
- Poetic Justice (1993)
- True Romance (1993)
- Money for Nothing (1993)
- The Scout (1994)
- Hand Gun (1994)
- The Foot Shooting Party (1994)
- Higher Learning (1995)
- Kiss of Death (1995)
- The Basketball Diaries (1995)
- Mighty Aphrodite (1995)
- Don't Quit Your Day Job (1996)
- Beautiful Girls (1996)
- The Pallbearer (1996)
- Illtown (1996)
- Metro (1997)
- A Brother's Kiss (1997)
- Kicked in the Head (1997)
- El Negociador (1997)
- Cop Land (1997)
- Subway Stories: Tales from the Underground (1997)
- Friends, Quatro episodios como Gary, noivo de Phoebe (1998)
- Palmetto (1998)
- Some Girl (1998)
- The Naked Man (1998)
- Rescuers: Stories of Courage (1998)
- Deep Blue Sea (1999)
- Kiss Toledo Goodbye (1999)
- Small Time Crooks (2000)
- Next Friday (2000)
- The 6th Day (2000)
- Bamboozled (2000)
- Men of Honor (2000)
- Chain of Fools (2000)
- King of the Jungle (2000)
- Lucky Numbers (2000)
- Dr. Dolittle 2 (2001)
- Boston Public (2000–2004)
- Comic Book Villains (2002)
- Paper Soldiers (2002)
- Triggermen (2002)
- 29 Palms (2002)
- A Good Night To Die (2003)
- Death of a Dynasty (2003)
- This Girl's Life (2003)
- American Brown (2004)
- Scrambled Eggs (2004)
- Tom 51 (2005)
- Hitch (2005)
- The War at Home (2005–2007)
- Live Free or Die (2006)
- Especial (2006)
- Push (2006)
- Grilled (2006)
- It Ain't Easy (2006)
- A Day in the Life (2007)
- My Name is Earl (2007–2008)
- Assassination of a High School President (2008)
- Prison Break (2008-2009)
- Tom Cool (2009)
- Big Fan (2009)
- The Deported (2009)
- A Day in the Life (2009)
- The Saints of Mt. Christopher (2009)
- Accidentally on Purpose (2009)
- Beats, Rhymes & Life: The Travels of a Tribe Called Quest (2011, director y productor)
- Inside Out (2011)
- The Baytown Outlaws (2012)
- Cuerpos especiales (2013)
- The Heat (2013)
- Raising Hope (2014)
- Little Boy (2015)
- Atypical (2017)